# 馬爾地夫無線鰨
馬爾地夫無線鰨為輻鰭魚綱鰈形目鰨亞目舌鰨科的其中一種，為深海魚類，分布於西印度洋馬爾地夫海域，棲息深度256-293公尺，體長可達11公分，棲息在底中層水域，生活習性不明。

## 扩展阅读
維基物種上的相關：馬爾地夫無線鰨